# Visconde de Fonte Arcada
Visconde de Fonte Arcada é um título nobiliárquico, criado por D. Afonso VI de Portugal, por Carta de 6 de Fevereiro de 1671, em favor de Pedro Jacques de Magalhães.
Titulares
1. Pedro Jacques de Magalhães, 1.º Visconde de Fonte Arcada;
2. Manuel Jacques de Magalhães, 2.º Visconde de Fonte Arcada;
3. António Jacques de Magalhães, 3.º Visconde de Fonte Arcada;
4. João António Jacques de Magalhães, 4.º Visconde de Fonte Arcada;
5. António Francisco Jacques de Magalhães, 5.º Visconde de Fonte Arcada.